# Игапоран
Игапоран (порт. Igaporã) — муниципалитет в Бразилии, входит в штат Баия. Составная часть мезорегиона Юго-центральная часть штата Баия. Входит в экономико-статистический микрорегион Гуанамби. Население составляет 14 917 человек на 2006 год. Занимает площадь 789,252 км². Плотность населения — 18,9 чел./км².

## История
Город основан в 1958 году.

## Статистика
- Валовой внутренний продукт на 2003 год составляет 26 715 494,00 реалов (данные: Бразильский институт географии и статистики).
- Валовой внутренний продукт на душу населения на 2003 год составляет 1811,10 реалов (данные: Бразильский институт географии и статистики).
- Индекс развития человеческого потенциала на 2000 год составляет 0,655 (данные: Программа развития ООН).